# バーナースラ

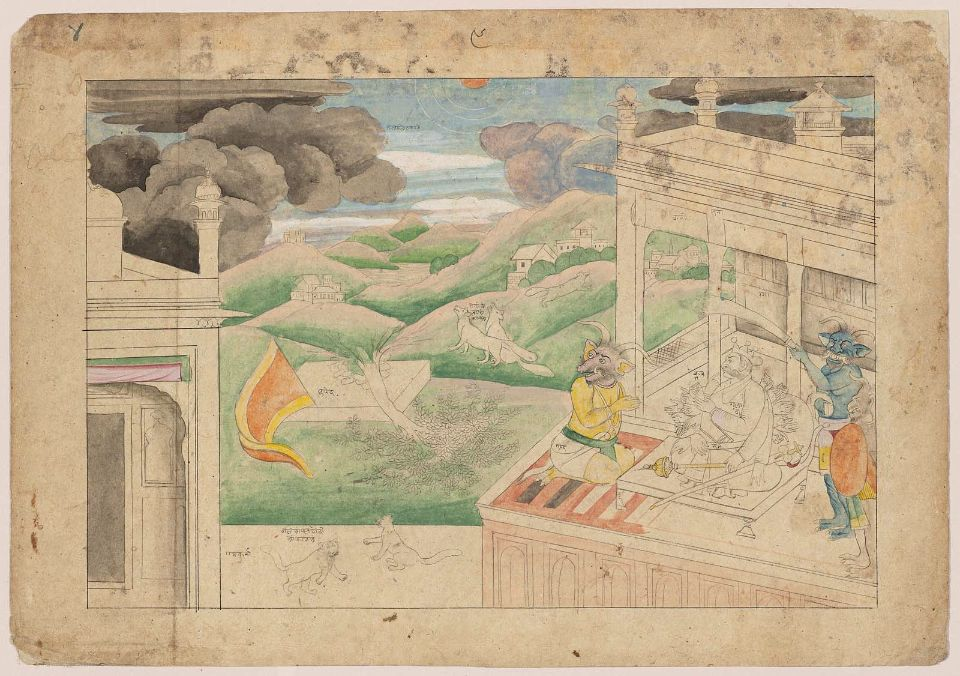
バーナースラ（中央）。千の手を持つ

バーナースラ（बाणासुर Bānāsura）またはバーナ（बाण Bāna）はインド神話（ヒンドゥー神話）に登場する千本の腕を持つアスラ神族にしてダイティヤ族である。父はアスラ王マハーバリ、母はダイティヤ族の守護女神であるコータヴィーである。トリプラという別名も持つ。バーナースラはマハーバリの100人の王子の中では最強と言われたという。

## 概要

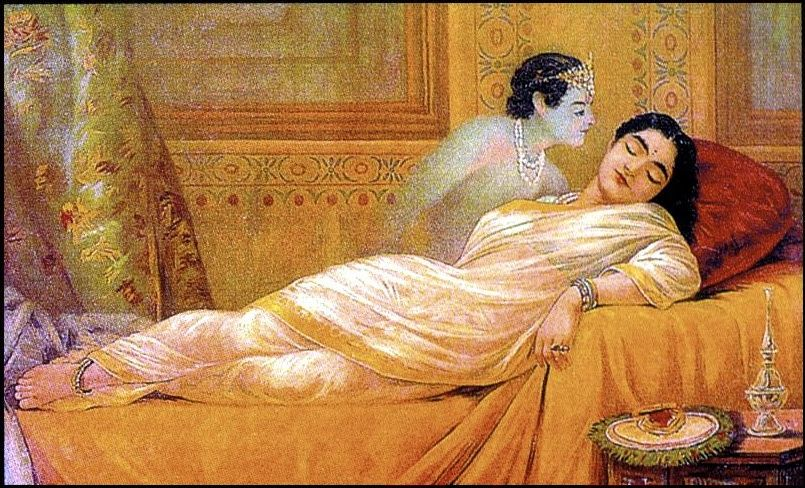
ウーシャーが夢の中でアニルッダに思いを馳せる

バーナースラはKandalaと結婚しやがて娘ウーシャー (Usha, Usā) をもうけた。バーナースラはシヴァ神の熱烈な信仰者でシヴァ神と親友になりかつ加護を受けた。時は流れ、成長したウーシャーはある日シヴァ神と妻パールヴァティーが愛し合っているところを見た。このシーンに憧れたウーシャーはパールヴァティーに、自分も愛人とこのようにしてみたいという希望を打ち明けた。パールヴァティーは「3日以内に若くて美しい王子があなたの夢に現れるだろう」とウーシャーに告げた。ウーシャーは美しい服を着てその時を待っていると、3日目に美しい王子が夢の中に出てきた。ウーシャーは目覚めるやいなや大声を上げた。これを聞きつけた友人チトラレーカーが駆け寄ってくると、ウーシャーはこれまでのいきさつを話した。するとチトラレーカーは「それならば私の呪文（マントラ）の力でここに王子を呼び寄せます」と約束した。チトラレーカーが自分の知ってる王子の似顔絵を次々に描き、ウーシャーは夢の中の王子とそっくりな似顔絵を見つけ、その似顔絵を抱きしめて眠った。次の夜、チトラレーカーは呪文の力で、似顔絵のモデルとなった青年をウーシャーの部屋に召喚した。だがその青年こそ、アスラ族の宿敵ヴィシュヌの化身クリシュナの孫である、かのアニルッダ王子であった。バーナースラはこの事態に直ちに気付いて、娘の部屋に入るなりアニルッダを捕えて監禁した。
アニルッダ王子がいなくなったことでドヴァーラカー (Dvārakā) の町は大騒ぎとなった。クリシュナ、バララーマ (Balarama)、プラディユムナ (Pradyumna) がアニルッダ救出のためにバーナ城へ向かう。これに対しバーナースラは親友であるシヴァと援軍としてかけつけた軍神スカンダともにクリシュナらを迎え撃った。バーナースラ側は、クリシュナによってシヴァは倒され、スカンダは傷つき、バーナースラは千本の腕をクリシュナの武器チャクラムによって切り落とされた。この時シヴァの懇願でバーナスラの落命は免れたが、和睦の代償としてバーナースラの腕はクリシュナによって4本を残してすべて切り落とされた。こうして戦いの幕は閉じた。バーナ城の旗印も破られ城も落とされた。講和条件は「クリシュナの化身たるヴィシュヌの方がシヴァよりも上だと自ら認める事」であり、シヴァはこの条件をやむなく飲んだのである。アニルッダはその後ウーシャーと結婚してからドヴァーラカーに帰りヴァジュラ王子をもうけたという。

## 信仰
インド北部ウッタル・プラデーシュ州バーグパト県 (Bagpat district) ルハラ村 (Luhara) ではバーナースラを祭っている。村の中核にバーナースラ寺がある。
インド史においてはバーナ王国 (Bana Kingdom) も存在する。もちろんバーナースラから名を取ったものである。
また、有力氏族であるジャート族 (Jat) はバーナースラをゴートラとしている。

## バーナースラ山
バーナースラ山 (Banasura Hill) はケーララ州に存在する。標高2,037mである。世界遺産に登録された西ガーツ山脈に属する。名称はバーナースラに由来している。観光だけでなく水源としても重要な地域となっている。